# 杰弗利·霍夫曼
杰弗利·阿兰·霍夫曼（Jeffrey Alan Hoffman，1944年11月2日—）曾是一位美国国家航空航天局的宇航员，执行过STS-51-D、STS-35、STS-46、STS-61以及STS-75任务。